# モンディ
モンディ（英: Mondi plc）は、世界30カ国以上に拠点を持ち、製紙業や包装事業を手がける多国籍企業。特にカラーレーザープリンター用紙の世界大手として知られている。現在はイギリス・サリーとオーストリア・ウィーンに本社を置く。日本法人はモンディ東京株式会社。ロンドン証券取引所、JSE上場企業（LSE: MNDI、JSE: MNP）。

## 沿革
モンディのルーツは、鉱業会社のアングロ・アメリカンによって設立された、南アフリカ共和国・ダーバンのMerebankにある事業場が、1967年に製紙機の稼働を開始したことに由来し、1970年代から1980年代にかけて製紙機を増設、アングロ・アメリカンの一部門であるモンディ・南アフリカとして発展した。
オーストリアの老舗製紙メーカーであるNeusiedler AG（1793年創業）とFrantschach AG（1881年創業）の株式を1990年代に買収したことは、モンディ・グループのヨーロッパにおける地位の向上をもたらし、続いてポーランド・シフィエチェ（Świecie）やスロバキア・ルジョムベロクの製紙工場を相次いで買収し、事業の中心はヨーロッパへと移った。ヨーロッパでは、上質紙や法人向けの包装用紙の生産が中心となり、Neusiedler AGとFrantschach AG両社の後身であるオーストリア・ウィーンの事業所が開発したプリンター用紙「カラーコピー」(Color Copy)は、モンディを代表するヒット商品となった。
2007年7月2日、モンディ・グループはアングロ・アメリカンからスピンオフし、Mondi plcとしてロンドン証券取引所に、Mondi LimitedとしてJSEに株式を上場した。上場後は2011年に南アフリカのパッケージ事業をMpact Limitedとして分離独立させる一方、2012年7月にドイツ・ノルトライン＝ヴェストファーレン州を本拠とするNordenia International AGを買収し、中欧地域でのプレゼンスを増大させた。2014年7月、アメリカの包装機械大手であるグラフィック・パッケージング・インターナショナルからクラフト紙事業などを買収、2015年11月、タイや韓国に拠点を持つKSP Co. Ltdを買収し、多国籍企業の様相を強めている。

## 日本法人
日本法人「モンディ東京株式会社」(Mondi Tokyo KK)は、東京（赤坂）にオフィスを持ち、カラーレーザープリンター用紙などの一般消費者向け製品を中心にモンディの製品を提供している。